# Museo de Dubrovnik
El museo de Dubrovnik , o el Palacio del Rector (en croata: Kneževo dvor) es un palacio de la ciudad de Dubrovnik que sirvió como sede del rector de la República de Ragusa entre el siglo XIV y el 1808. También fue la sede del Consejo Menor y de la administración estatal. Además, albergó una armería, un polvorín, la casa de vigilancia y una cárcel. Actualmente es un mausoleo con habitaciones amuebladas, pinturas barrocas y exposiciones históricas. Está al lado del Ayuntamiento de la ciudad. Dubrovnik tiene otro museo llamado Zitnica Rupe.

## Historia

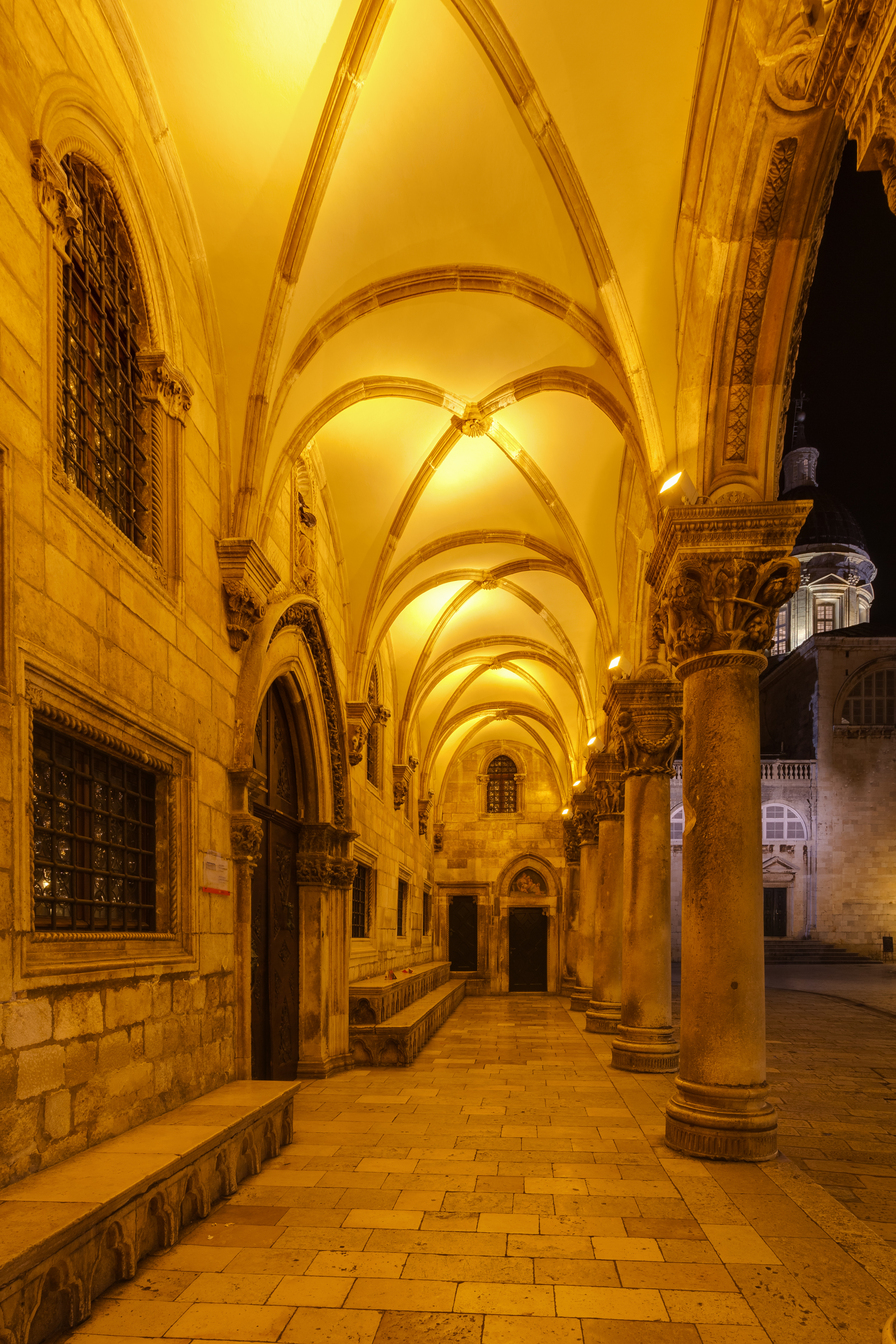
Vista nocturna del
porche.

El palacio del rector fue construido en arquitectura gótica, aunque presenta elementos renacentistas i barrocos, que combinan armoniosamente.
Originalmente, a principios de la Edad Media, el lugar era un edificio de defensa. Fue destruido por un incendio en 1435 y la ciudad decidió construir un nuevo palacio. El trabajo fue ofrecido al maestro constructor Onofrio della Cava de Nápoles, que había construido previamente el acueducto de la ciudad. Se convirtió en un edificio gótico con ornamentos esculpidos por Pietro di Martino de Milán. Una explosión de la pólvora almacenada estropeó el edificio en 1463. La renovación se ofreció al arquitecto Michelozzo de Florencia, sin embargo fue rechazado en 1464 porque sus planes eran demasiado del estilo Renacimiento.
Otros constructores continuaron el trabajo. Los capiteles del pórtico fueron reformados en estilo renacentista, probablemente por Salvi di Michele de Florencia. Se continuó la reconstrucción a partir de 1467. El edificio sufrió daños del terremoto de 1520 y de nuevo en el de 1667. En aquella ocasión la reconstrucción se hizo en estilo barroco. Se agregó un vuelo de escaleras y una campana en el atrio.
En 1638 el Senado erigió un monumento a Miho Praça (por Pietro Giacometti de Recanati), un rico armador de Lopud, que había legado sus riquezas a Dubrovnik.
El Departamento de Historia del Museo de Dubrovnik ha operado en el palacio desde 1872.